# Nine (Portugal)
Nine is een plaats (freguesia) in de Portugese gemeente Vila Nova de Famalicão en telt 2735 inwoners (2001).